# Neoseiulus brigarinus
Neoseiulus brigarinus är en spindeldjursart som beskrevs av John Stanley Beard 200. Neoseiulus brigarinus ingår i släktet Neoseiulus och familjen Phytoseiidae. Inga underarter finns listade i Catalogue of Life.